# Škoda Vision D

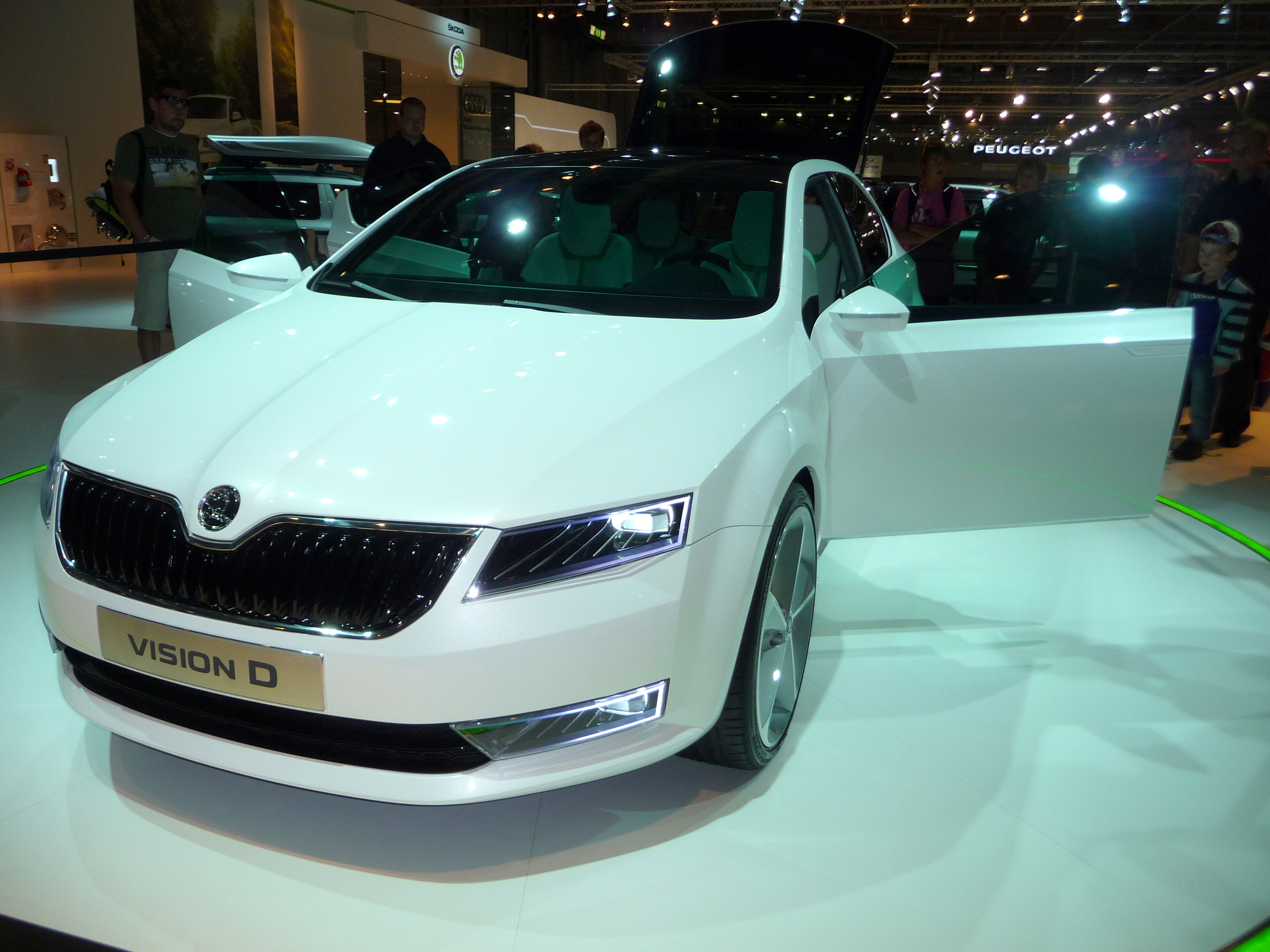
Škoda Vision D na Autotecu 2011 na Brněnském výstavišti

Škoda Vision D je koncept automobilu který představila Škoda Auto v roce 2011 na autosalonu v Ženevě. Jedná se o pětidveřový liftback předznamenávající podobu Octavie 3. generace . Společně se studií bylo na autosalonu představeno nové logo automobilky. Na její design navázala studie Škoda MissionL předznamenávající Škody Rapid.

## Technické parametry
Studie je pojízdná, avšak žádné technické detaily nebyly představeny. Vůz má 20palcová pětipaprsková kola a pneumatiky 235/35 ZR20.

## Odkazy

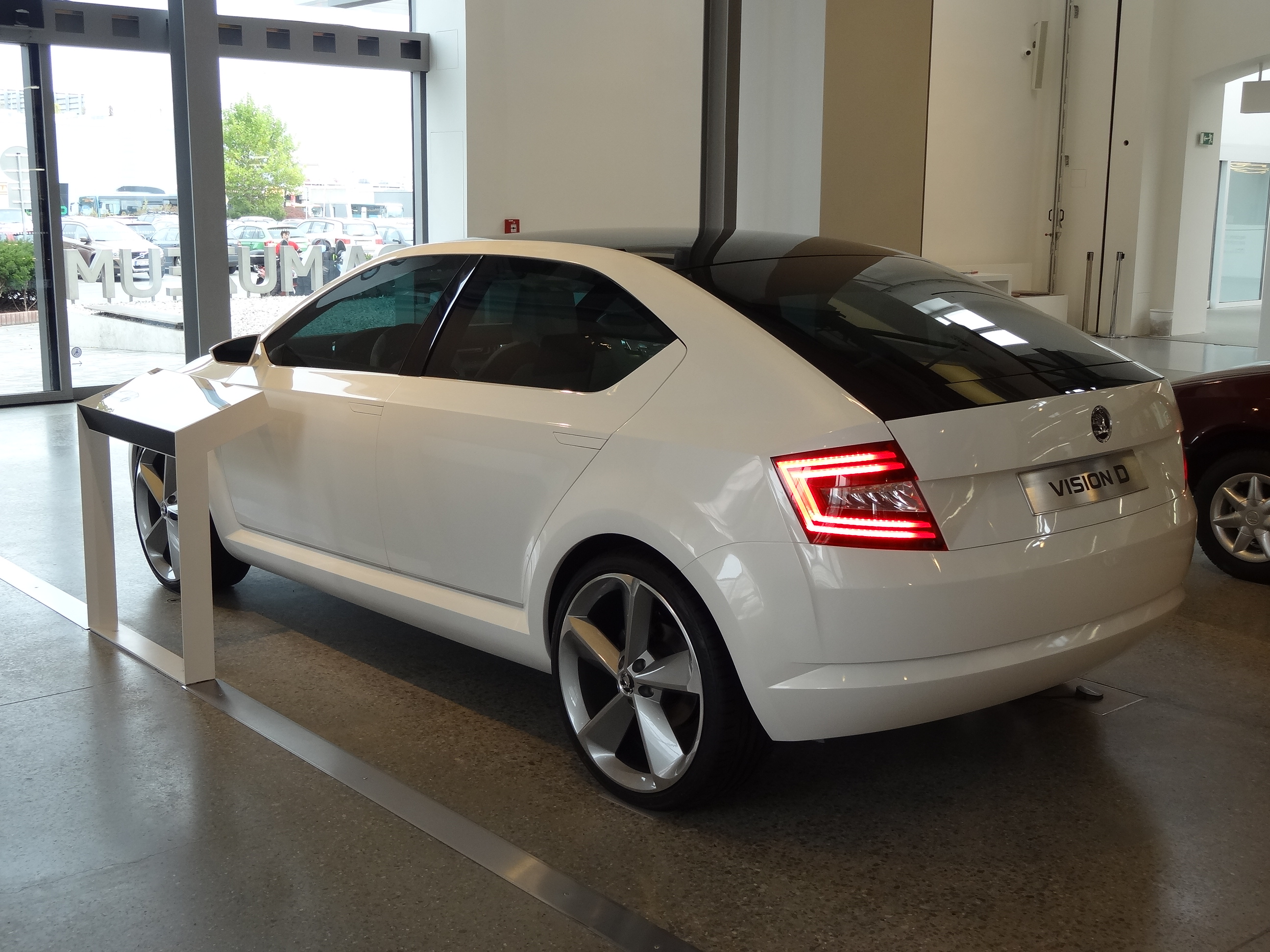
Zadní část konceptu